# 恩平市
恩平市，古称恩州，为中国广东省辖县级市，现由江门市代管。为“ 五邑 ”之一，位于江门市西部，属粤港澳大湾区城市群，是广东省定位的珠三角西岸现代产业基地和温泉旅游休闲度假胜地，是中国麦克风行业产业基地、中国演艺装备产业基地、中国温泉之乡、地热国家地质公园、中国避寒宜居地。市政府駐解放路1号。
恩平建制始于东汉建安二十五年（220年），是南粤千年古邑，广东省建县时间最长的20个县之一，有中国历史文化名村歇马举人村、广东人民抗日解放军司令部驻地旧址，是“中国航天之父”冯如故里。
全市通行粵語中的恩平話、廣州話。傳統上，與新會、開平、台山，合稱「四邑」。

## 历史沿革

### 古代
汉代属高凉县。东汉建安二十五年（公元220年）始称思平县。三国及晋，属海安县。南朝至隋为齐安县。
唐至德二年（公元757年）改成恩平县。宋开宝九年（公元976年）本县并入阳江县。明成化二年（公元1466年）置恩平堡，隶属阳江县。明成化十五年（公元1479年）开县治，复名为恩平县，县治为恩平堡故址。

### 中华人民共和国时期
1949年10月22日，中华人民共和国接管恩平县，编入广东省粤中专区。1952年5月，属广东省粤西行政区。1956年2月，属广东省佛山专区。1958年10月，属广东省高要专区。1958年11月14日，恩平县、开平县两县合并，统称称开恩县。次年1月7日改称开平县。1959年2月，划归广东省江门专区。1961年3月26日，恩平县、开平县合并的开平县分治，复为恩平县。
1961年4月，恩平县属广东省肇庆专区。1963年6月15日，恩平县划归广东省佛山专区。1983年6月实行市管县体制，恩平县由广东省江门市代管。
1994年2月28日，撤销恩平县设恩平市，由广东省直辖，江门市代管。
1995年—1996年，爆发过震惊全国的广东恩平金融风波。

## 地理环境
恩平位于珠江三角洲西南部，东与开平、台山接壤，南邻阳江，西接阳春，北连云浮。在恩平断裂带（又稱恩平凹陷）之上。华南三大断裂帶之一。

### 气候
恩平全境都在北回归线以南，濒临南海，气候炎热，雨量充足，属南亚热带海洋性季风气候。恩平是全国的暴雨中心之一，多年降水量为2613毫米；降水量季节间变化很大，4月至9月为雨季，10月至翌年3月为旱季。恩平的年均气温为22.2℃，月平均气温以1月最低，为13.6℃，7月最高，为28.3℃。
恩平的灾害性天气主要有台风和暴雨，台风主要发生在6月至10月之间，暴雨主要集中在5月至9月。冬季部分山区会出现霜冻，使作物受灾。由于山多雨多，恩平的地质灾害发生率较高。

## 行政区划
恩平市下辖1个街道、10个镇：
恩城街道、横陂镇、圣堂镇、良西镇、沙湖镇、牛江镇、君堂镇、大田镇、那吉镇、大槐镇和东成镇。

## 人口
根據第七次全国人口普查顯示：截至2020年11月1日零时，恩平市常住人口为483907人。
据公安部门统计，2021年末，恩平市户籍总人口50.38万人，其中城镇人口18.03万人，乡村人口32.35万人，总户数15.04万户，户均3.35人。按性别分，男性人口26.28万人，女性人口24.11万人。

## 经济
2024年，恩平市经济运行总体平稳，GDP、规模以上工业增加值等六大主要宏观经济指标均呈现正增长。其中，固定资产投资增速排名江门第1，GDP、一般公共预算收入增速排名江门第3，外贸进出口总额增速排名江门第4，规上工业增加值增速排名江门第5，社会消费品零售总额增速排名江门第6。
一、地区生产总值。2024年，恩平市完成地区生产总值（GDP）251.04亿元，同比增长3.8%。分行业看，第一产业增加值37.74亿元，增长3.9%，对GDP增长的贡献率为14.0%，拉动GDP增长0.5个百分点；第二产业增加值82.35亿元，增长9.1%，对GDP增长的贡献率为75.1%，拉动GDP增长2.9个百分点；第三产业增加值130.95亿元，增长0.8%，对GDP增长的贡献率为10.9%，拉动GDP增长0.4个百分点。三次产业结构为15.0:32.8:52.2。
二、规上工业。2024年，实现规上工业总产值同比增长1.6%，其中，12月实现总产值同比增长1.8%。同期，全市规模以上工业完成增加值40.32亿元，同比增长4.5%，增速排江门市第5位。
从支柱行业看，水泥制造和建筑陶瓷业完成增加值14.64亿元，下降1.7%；纺织服装业完成增加值5.08亿元，增长4.4%；化学原料和化学制品制造业完成增加值3.01亿元，下降5.4%；麦克风及电声器材制造业完成增加值2.83亿元，增长2.3%；燃气生产和供应业完成增加值0.34亿元，下降10.0%；机械装备制造业完成增加值6.16亿元，增长20.4%。
三、固定资产投资。2024年，全市完成固定资产投资同比增长11.3%，增速居江门排名第1位。其中，第一产业投资下降31.6%；第二产业投资增长16.2%；第三产业投资增长3.8%。
全市商品房销售面积同比下降35.4%，商品房销售额下降31.7%，商品房待售面积增长2.3%。
四、商业。2024年，实现社会消费品零售总额102.01亿元，同比增长0.4%，增速排江门市第6位。其中，完成限上零售额25.85亿元，下降3.0%，限下零售额76.16亿元，增长1.5%。
按行业类型分（含外市产业），批发业商品销售额15.47亿元，同比下降14.8%，零售业商品销售额25.33亿元，同比下降1.7%。住宿业营业额1.55亿元，同比下降9.4%，餐饮业营业额2.70亿元，同比下降3.7%。
五、外贸进出口。2024年，实现外贸进出口总额47.2亿元，同比增长11.6%，高出江门市下达的全年目标增速（3.5%）8.1个百分点，排名江门市第4。其中出口总额40.1亿元，同比增长15.0%；进口总额7.1亿元，同比下降4.3%。
六、财政收支。2024年，全市一般公共预算收入累计完成14.41亿元，同比增长3.1%，在江门排列第3位，完成年度预算的100.1%。其中，税收收入6.90亿元，同比下降9.5%，占一般公共预算收入的47.9%；非税收入7.51亿元，同比增长18.3%，占一般公共预算收入的52.1%。
2024年，全市一般公共预算支出44.36亿元，同比增长7.9%，完成年度预算的85.0%。 

## 文化•教育
- 南粵学院（原北京理工大学珠海学院）13675，預計2026年招生。

## 交通运输
2022年，恩平市境内公路通车里程1618.779公里，其中国省干线公路总里程368.949公里，国省干线公路网密度为21.72公里∕百平方公里。按技术等级分，有高速公路101.701公里，一级公路62.613公里，二级公路140.817公里，三级公路198.355公里，四级公路1104.789公里，等外公路5.504公里；轨道交通里程28公里。
公路
- 325国道
- 沈海高速公路（开阳高速公路）
- 广台高速公路（高恩高速公路）
- 中阳高速公路（开春高速公路）

铁路
- 深湛铁路：恩平站

港口
- 恩平港

航空
- 恩平冯如通用航空机场（规划）

## 旅遊景點

### 自然风光
- 帝都温泉
- 锦江温泉
- 山泉湾温泉
- 恒大泉都
- 廣東恩平地熱國家地質公園
- 泉林黄金小镇
- 簕菜园飞行基地
- 清水河汽车露营基地
- 广东鎮海灣紅樹林國家濕地公園
- 岑洞峡谷漂流区
- 花海欢乐世界
- 广东鳌峰山森林公园
- 广东响水龙潭森林公园-天露山恩平段
- 广东河排森林公园-锦江水库
- 七星坑自然保护区

### 文物古迹
- 大田石山摩崖石刻（元代）
- 那吉云礼石头村
- 圣堂歇马举人村（中国历史文化名村）
- 馮如故居
- 广东人民抗日解放军司令部驻地旧址
- 上凯革命烈士纪念碑

## 著名人物
Category:恩平人
- 冯如
- 張瑞芬
- 冯燊
- 唐明照
- 吴有恒
- 蛇仔利